# Zjablikovo (stanice metra v Moskvě)
Zjablikovo (rusky Зябликово) je stanice moskevského metra. Nachází se na Ljublinsko-Dmitrovské lince.
Stanice je pojmenována podle obce Zjablikovo, která se dříve nacházela na jihu stanice a po roce 1960 se stala součástí Moskvy.
Stanice se otevřela dne 2. prosince 2011.
Zjablikovo je předávací stanice, s převodem na Krasnogvardějskou stanici, která patří do Zamoskvorecké linky. V době zahájení provozu byli, jak Krasnogvardějskaja, tak i Zjablikovo koncové stanice na svých příslušných linkách.
Stanice se nachází v jižní části Moskvy, na okraji okresu Zjablikovo a Orechovo-Borisovo Južnoje.
K dispozici je připojení na linku Zamoskvoreckaja jihu této stanice, kde vlaky linky Ljublinsko-Dmitrovskaja končí.